# 에너지산업신문
에너지산업신문(에너지産業新聞, 영문명: Energy Industry and Business Times)은 대한민국 서울특별시에서 발행되는 에너지 업계 전문 인터넷신문이다. 본사는 서울특별시 강남구 언주로(역삼동)에 있다.

## 개요
에너지산업신문은 2020년 1월 30일 창간한 에너지 전문 인터넷 매체로, 매헌미디어플러스에서 발행하고 있다.
전력, 원자력, 가스, 석유, 석탄, 열공급, 태양에너지, 수소, 배터리, 에너지효율, 지역난방, 풍력, 해양, 수자원, 바이오에너지, 기기/자동차, 정보통신, 환경, 안전, 건설, 금융 등 다양한 분야를 취재하고 있다. 에너지 및 자원, 환경 분야와 관련된 칼럼과 논평도 게재하고 있다.